# Ginástica artística nos Jogos Olímpicos de Verão da Juventude de 2010 - Individual geral feminino
A final do individual geral feminino da ginástica artística nos Jogos Olímpicos de Verão da Juventude de 2010 foi realizada no Bishan Sports Hall de Singapura, em 19 de agosto.

## Medalhistas
| Ouro   | RUS Viktoria Komova  |
| Prata  | CHN Tan Sixin        |
| Bronze | ITA Carlotta Ferlito |

## Resultados

### Qualificatória
A etapa qualificatória para a final do individual geral, bem como para os aparelhos, foi disputada no dia 17 de agosto. 42 ginastas competiram e as dezoito melhores se classificaram para esta final.

### Final
| Pos.              | Ginasta                    | Salto sobre a mesa | Barras assimétricas | Trave  | Solo   | Total  |
| ----------------- | -------------------------- | ------------------ | ------------------- | ------ | ------ | ------ |
| Medalha de ouro   | RUS Viktoria Komova        | 15.650             | 15.400              | 15.250 | 14.900 | 61.250 |
| Medalha de prata  | CHN Tan Sixin              | 14.400             | 14.350              | 15.350 | 14.400 | 58.500 |
| Medalha de bronze | ITA Carlotta Ferlito       | 14.150             | 12.750              | 14.500 | 13.950 | 55.350 |
| 4                 | JPN Natsumi Sasada         | 13.800             | 14.050              | 14.100 | 13.150 | 55.100 |
| 5                 | GUA Ana Sofia Gomez Porras | 13.400             | 13.100              | 14.150 | 13.400 | 54.050 |
| 6                 | ROU Diana Bulimar          | 13.650             | 12.700              | 13.900 | 13.700 | 53.950 |
| 7                 | AUS Angela Donald          | 13.200             | 13.100              | 13.800 | 13.200 | 53.300 |
| 8                 | NED Tess Moonen            | 13.600             | 13.450              | 13.050 | 13.100 | 53.200 |
| 9                 | ESP Maria Vargas           | 14.250             | 12.800              | 13.150 | 12.650 | 52.850 |
| 10                | SWE Jonna Adlerteg         | 13.650             | 13.250              | 12.550 | 13.150 | 52.600 |
| 11                | BRA Harumy Freitas         | 13.850             | 11.800              | 13.450 | 13.150 | 52.250 |
| 12                | AUT Elisa Haemmerle        | 13.400             | 12.400              | 12.700 | 13.350 | 51.850 |
| 13                | CAN Madeline Gardiner      | 13.800             | 13.150              | 12.100 | 12.050 | 51.100 |
| 14                | UZB Dilnoza Abdusalimova   | 13.450             | 12.350              | 12.350 | 12.550 | 50.700 |
| 15                | VEN Kosthia Requena        | 13.350             | 11.150              | 13.250 | 12.150 | 49.900 |
| 16                | KOR Park Kyung-Jin         | 13.600             | 11.000              | 13.250 | 11.650 | 49.500 |
| 17                | UKR Alina Kravchenko       | 13.250             | 11.700              | 11.950 | 11.250 | 48.150 |
| 18                | GBR Jessica Hogg           | 13.250             | 11.150              | 10.050 | 13.000 | 47.450 |

Classificadas como reservas
- HUN Bianka S. Mityko (19ª colocada)
- SUI Nadia Baeriswyl (20ª colocada)
- GRE Elisavet Tsakou (21ª colocada)
- TUR Demet Mutlu (22ª colocada)